# Asellus
Asellus je rod stejnonohých korýšů z čeledi Asellidae.

## Druhy
Rod Asellus má tři podrody s uvedenými druhy:

### Asellus (Asellus)Geoffroy, 1762
- Asellus amamiensis Matsumoto, 1961
- Asellus aquaticus (Linnaeus, 1758) – beruška vodní
- Asellus balcanicus Karaman, 1952
- Asellus epimeralis Birstein, 1947
- Asellus ezoensis Matsumoto, 1962
- Asellus hyugaensis Matsumoto, 1960
- Asellus ismailsezarii Malek-Hosseini, Jugovic, Fatemi & Douady, 2022[2]
- Asellus kosswigi Verovnik, Prevorcnik & Jugovic, 2009
- Asellus kumaensis Matsumoto, 1960
- Asellus levanidovorum Henry & Magniez, 1995
- Asellus monticola Birstein, 1932
- Asellus musashiensis Matsumoto, 1961
- Asellus primoryensis Henry & Magniez, 1993
- Asellus shikokuensis Matsumoto, 1960
- Asellus tamaensis Matsumoto, 1960
- Asellus turanaicus Sidorov & Prevorčnik, 2016
- Asellus hilgendorfii Bovallius, 1886

### Asellus (Arctasellus)Henry & Magniez, 1995
- Asellus alaskensis Bowman & Holmquist, 1975[3] – beruška aljašská
- Asellus birsteini Levanidov, 1976
- Asellus latifrons Birstein, 1947

### Asellus (Mesoasellus)Birstein, 1939
- Asellus dybowskii Semenkevich, 1924